# Franco francese
Il franco francese era la vecchia valuta ufficiale della Francia prima dell'introduzione dell'euro ed era diviso in centesimi (centimes in francese). Il franco era valuta legale anche nel Principato di Monaco e, insieme alla peseta spagnola, ad Andorra.

## Storia
Il primo franco, il "franco a cavallo", fu battuto in Francia il 5 dicembre 1360. Era uno scudo da 3,87 grammi d'oro fino e valeva una "lira tornese", ossia 20 soldi. Nella Francia pre-rivoluzionaria franc era quindi sinonimo di livre tournois. Con la Rivoluzione francese, il franco, o "franco-oro", divenne la sola ed unica moneta legale. 
Il 23 dicembre 1865 fu creata l'Unione monetaria latina, sotto forma di un'associazione monetaria che definiva i principi di uniformità monetaria in termini di peso, titolo del metallo e corso legale per le monete di quattro paesi (Francia, Belgio, Svizzera ed Italia), ai quali si unì la Grecia nel 1868. Dopo la prima guerra mondiale e la crisi economica e monetaria che ne seguì, il "franco germinale" fu sostituito dal  "franco Poincaré".
Durante la seconda guerra mondiale, le zone liberate utilizzarono temporaneamente diverse denominazioni del franco legate al dollaro americano, ma il franco Poincaré tornò rapidamente a essere la moneta ufficiale nel territorio metropolitano, nei DOM (Domini d'Oltre Mare) e in Africa del Nord.
Nel 1960 vi fu una rivalutazione nominale del franco, tale che a 100 vecchi franchi corrispondesse 1 nuovo franco. Aveva ugualmente corso legale nelle regioni francesi d'oltre-mare (Guyana francese, Martinica, Guadalupa, Réunion), nei dipartimenti di Mayotte e di Saint-Pierre-et-Miquelon e nelle Terre australi e antartiche francesi.
Il 1º gennaio 1999 entrò in vigore l'euro, il cui tasso di cambio irrevocabile con il franco era stato fissato il giorno precedente in 6,55957 franchi francesi per 1 euro. Da quel momento il franco rimase in vigore solo come "espressione non decimale dell'euro", anche se monete e banconote continuavano ad essere denominate in franchi. Per tutte le forme di pagamento "non-fisiche" (trasferimenti elettronici, titoli, ecc.), invece, da quella data si adottò solo l'euro.
Il 1º gennaio 2002, con l'entrata in circolazione delle monete e banconote in euro, si aprì una fase di doppia circolazione, durata fino al 17 febbraio 2002. Le banconote in franchi francesi potevano essere cambiate in euro dalla Banca di Francia fino al 17 febbraio 2012. Per le monete, il termine è scaduto il 17 febbraio 2005.

## Monete
Le monete in circolazione avevano il valore nominale di 5, 10, 20 e 50 centesimi e di 1, 2, 5, 10 e 20 franchi.
| 5c     | 10c  | 20c  |
| ------ | ---- | ---- |
|        |      |      |
| 1/2 Fr | 1Fr  | 2Fr  |
|        |      |      |
| 5Fr    | 10Fr | 20Fr |
|        |      |      |

## Banconote
Le banconote in circolazione avevano un valore nominale di 20, 50, 100, 200 e 500 franchi. 
| Fronte | Retro | Valore      | Immagine                 |
| ------ | ----- | ----------- | ------------------------ |
|        |       | 50 franchi  | Antoine de Saint-Exupéry |
|        |       | 100 franchi | Paul Cézanne             |
|        |       | 200 franchi | Gustave Eiffel           |
|        |       | 500 franchi | Pierre e Marie Curie     |

## Galleria d'immagini

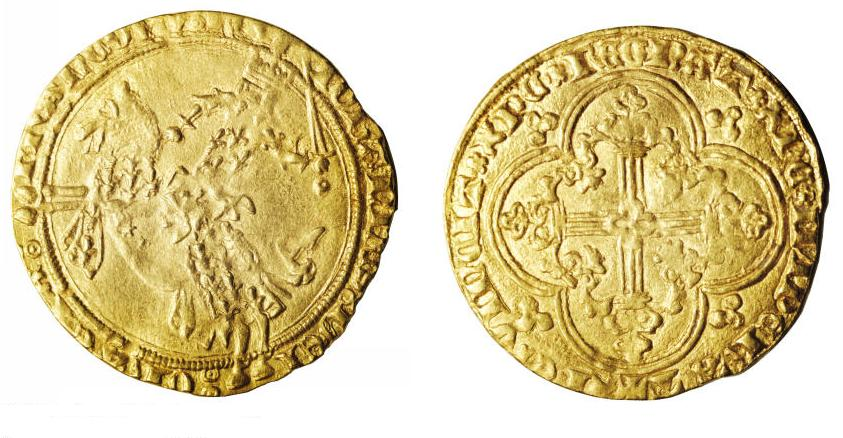
Il franco con Giovanni II di Francia a cavallo.
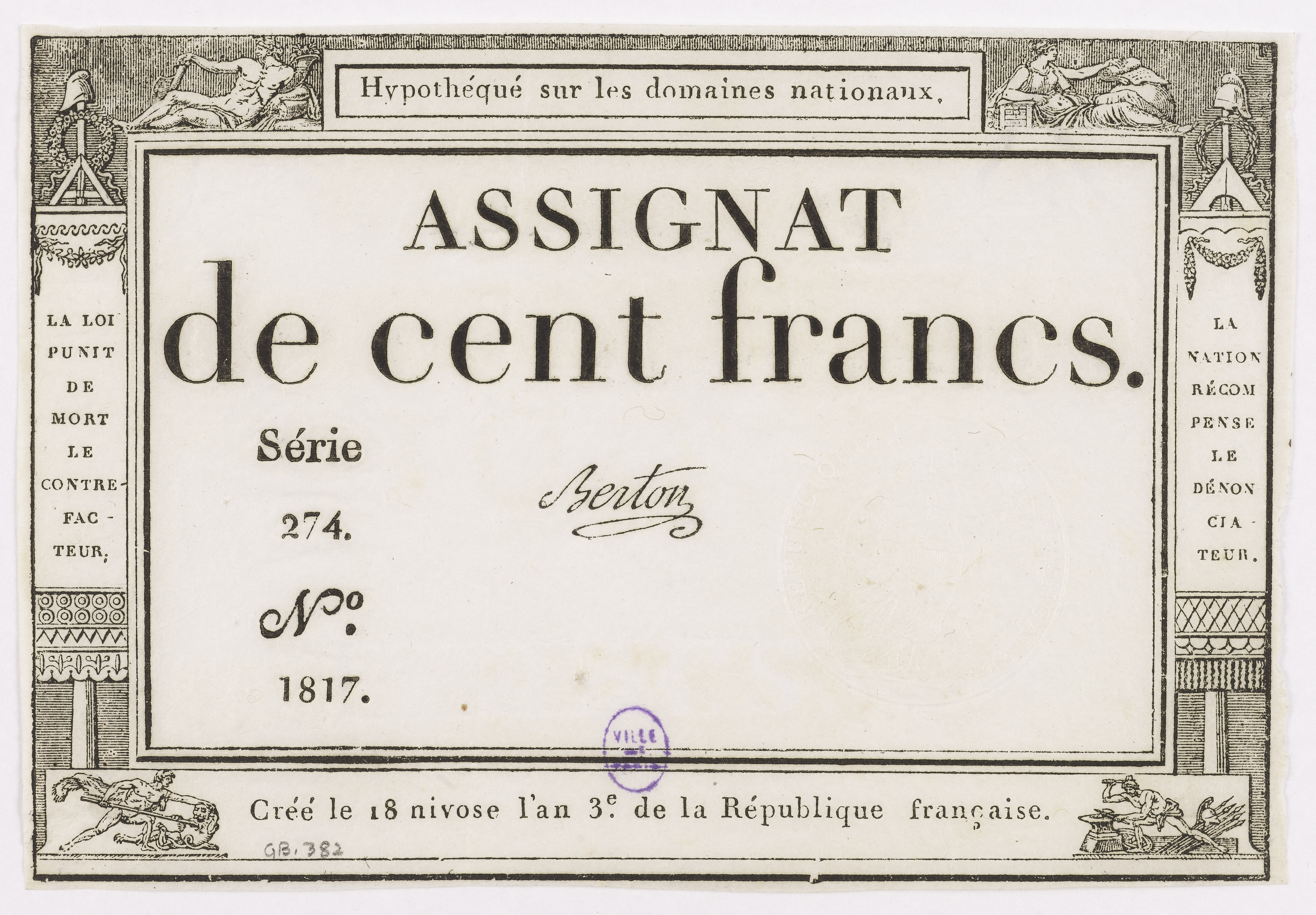
Assegno da 100 franchi.
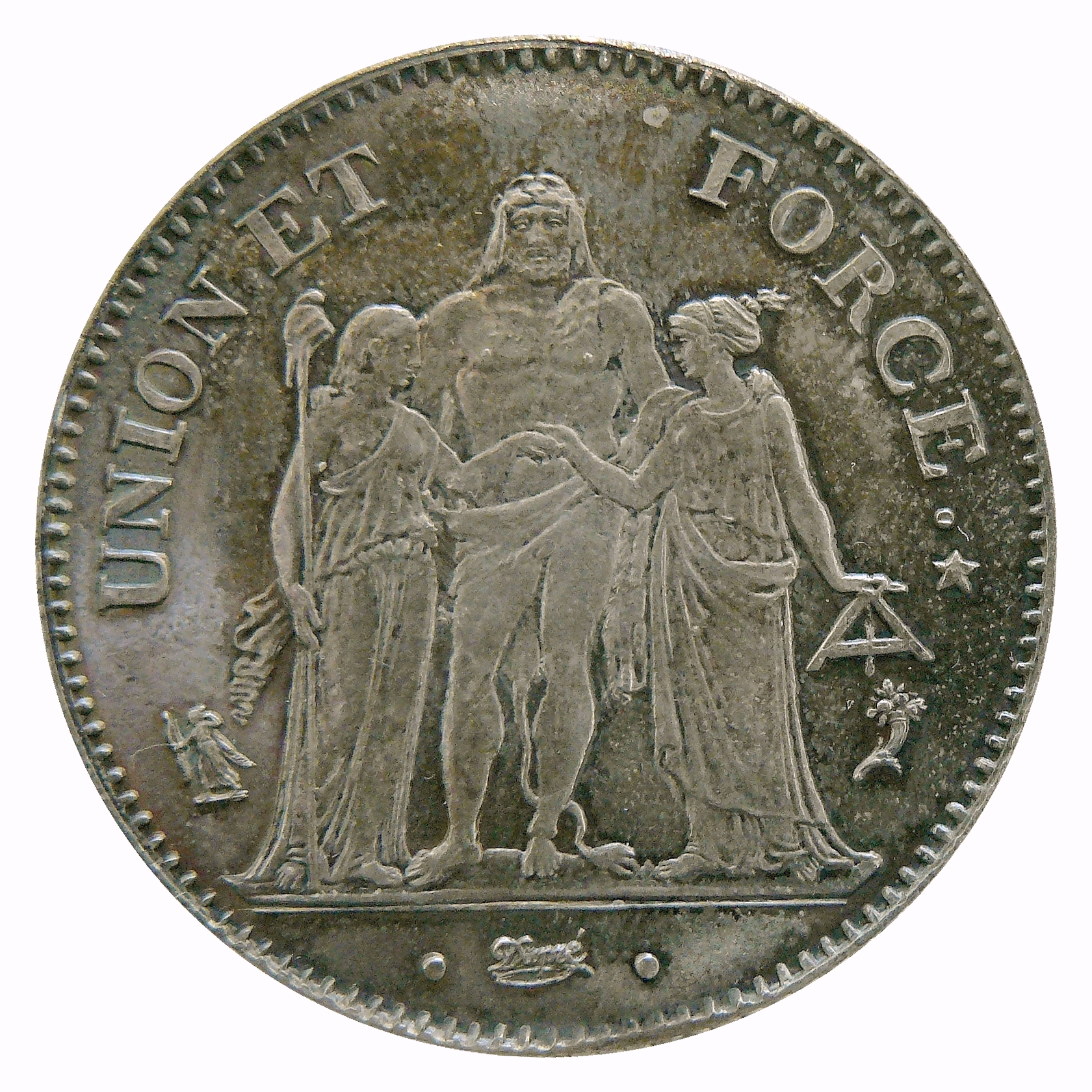
Moneta da 5 franchi in argento (1796).
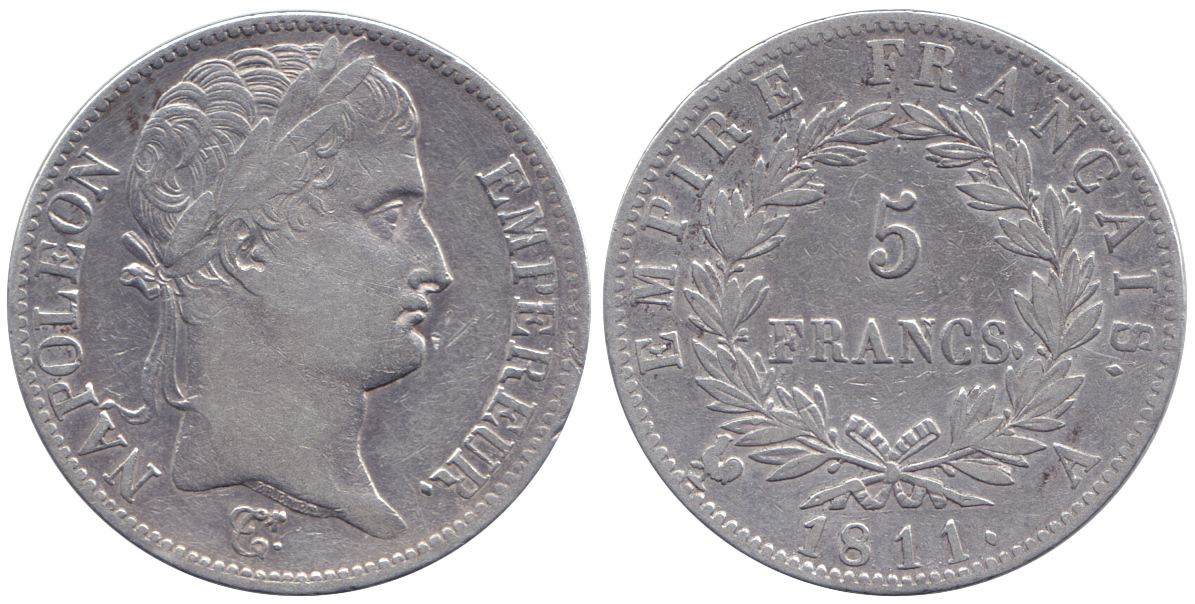
Moneta da 5 franchi in argento, 1811, Napoleon.
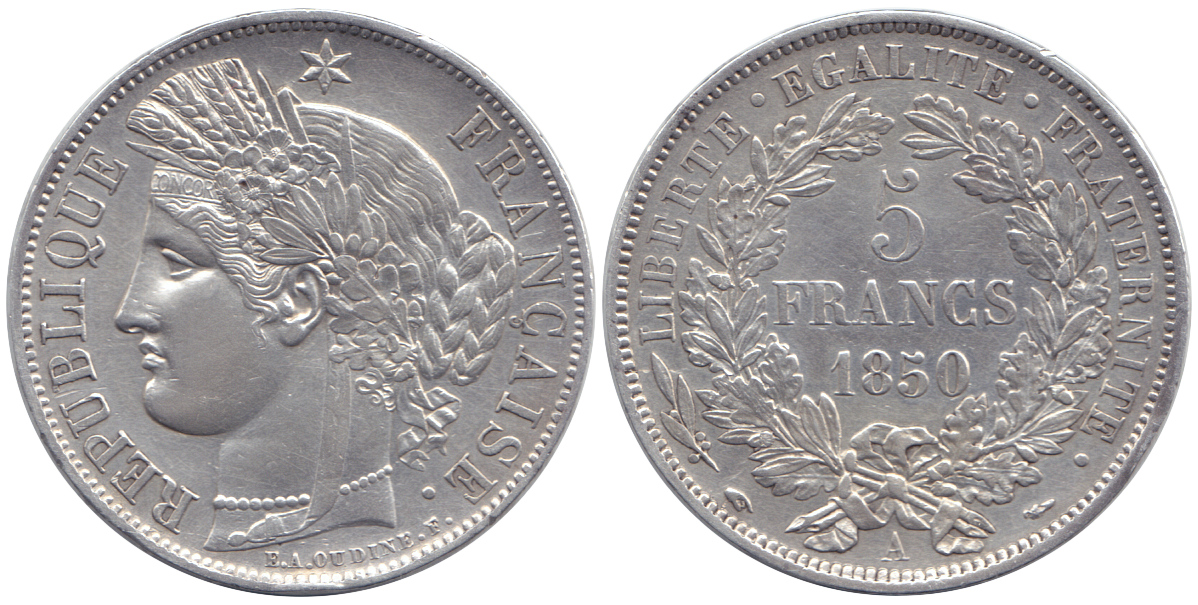
Moneta da 5 franchi in argento, 1850, Seconda Repubblica francese.
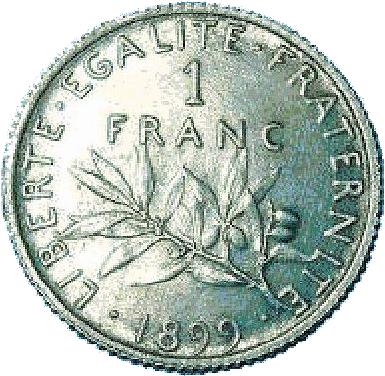
Moneta da 1 franco in argento, l'ultimo fu coniato nel 1920 e segnò la fine del franco germinale.
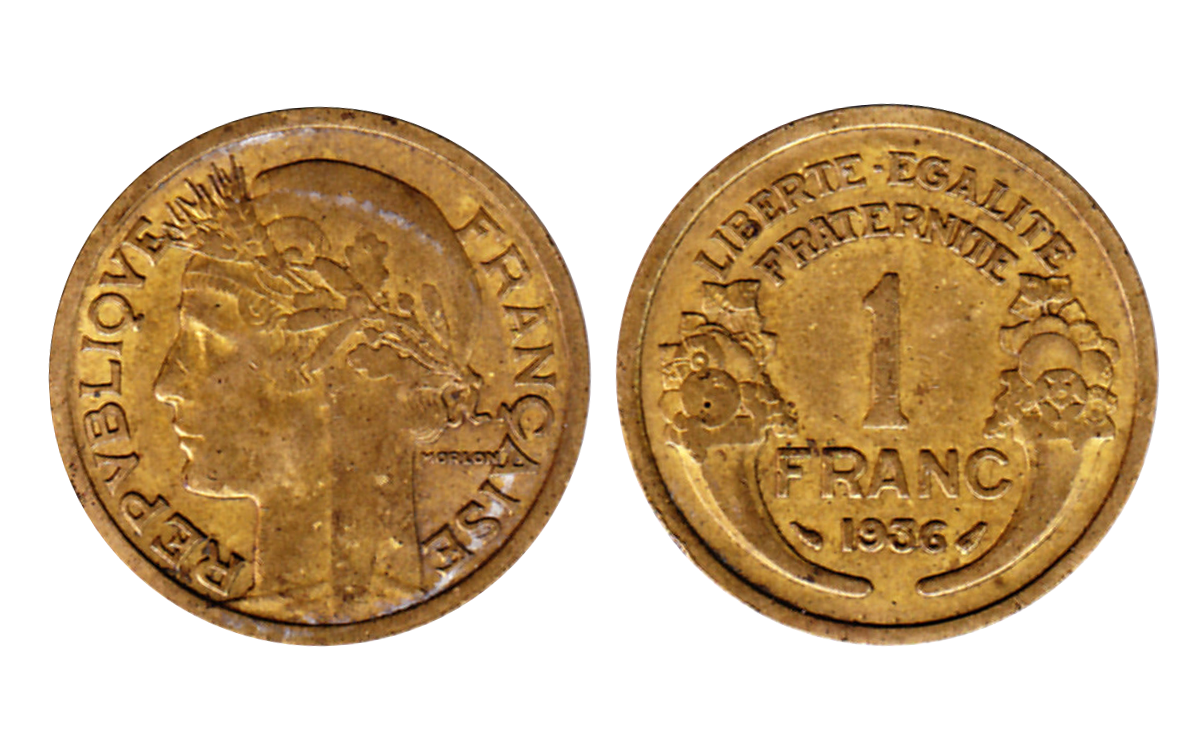
Moneta da 1 franco (1936), a seguito della riforma Poincaré.
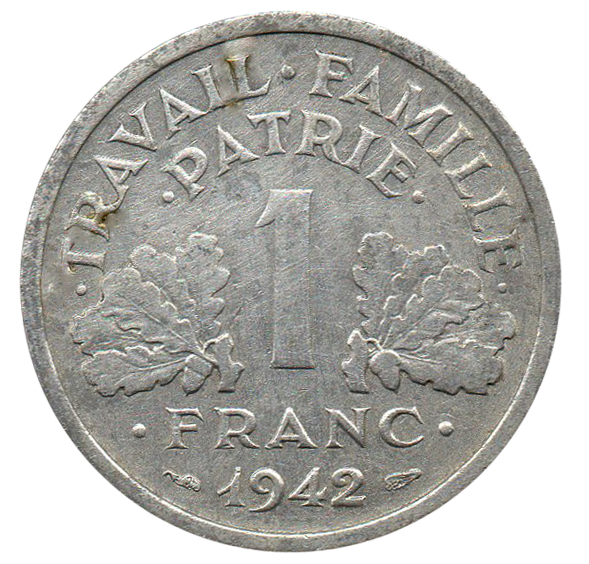
Moneta da 1 franco del 1942 in alluminio.
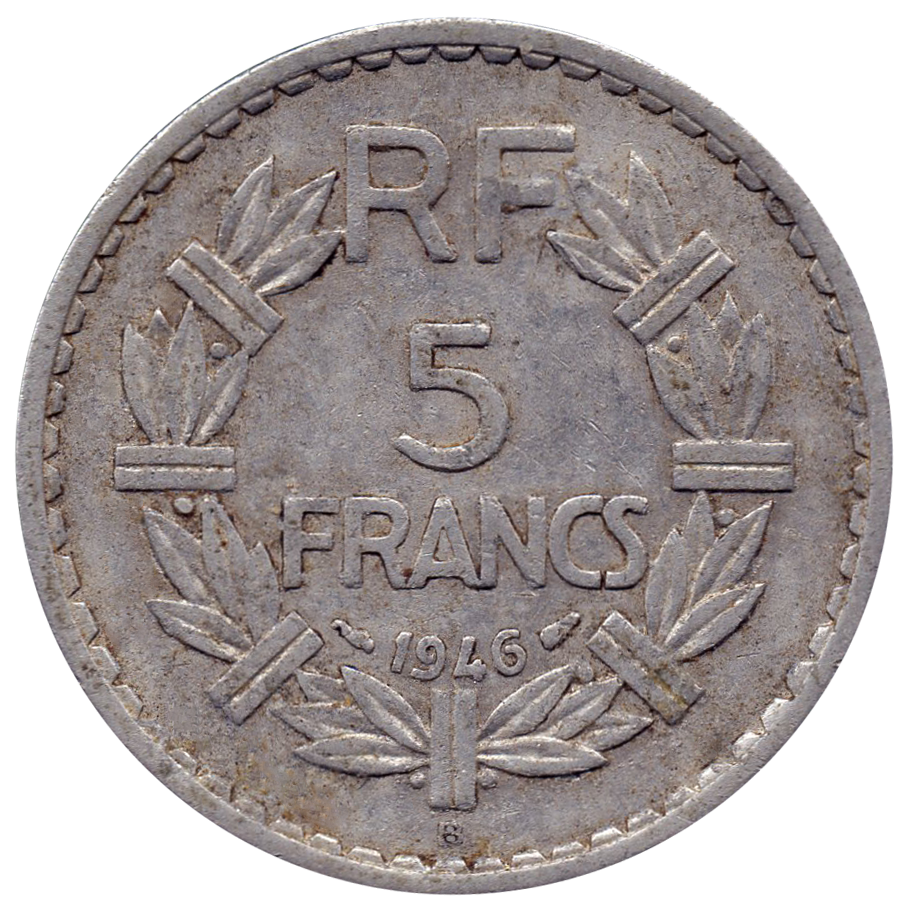
Moneta da 5 franchi in alluminio emessa poco dopo la liberazione.
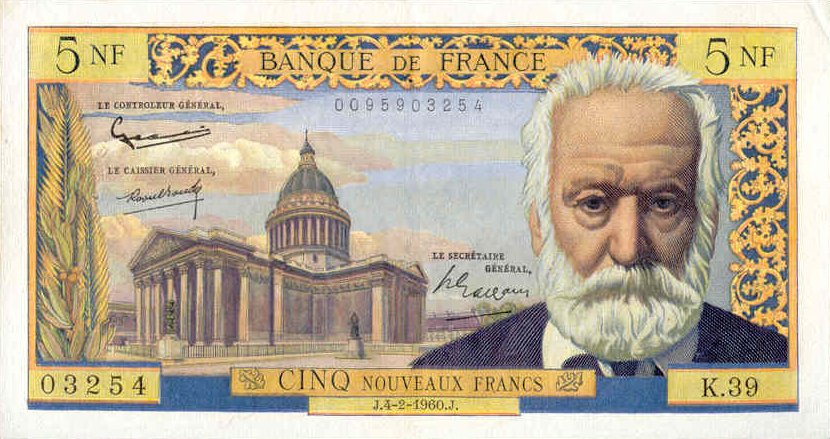
Banconota da 5 nuovi franchi con Victor Hugo.